# 1. deild karla 2003
Mùa giải 2003 của 1. deild karla là mùa giải thứ 49 của bóng đá hạng hai ở Iceland.

## Bảng xếp hạng
| Vị thứ | Đội            | Số trận | Thắng | Hòa | Thua | Bàn thắng | Bàn thua | Hiệu số | Điểm | Ghi chú                     |
| ------ | -------------- | ------- | ----- | --- | ---- | --------- | -------- | ------- | ---- | --------------------------- |
| 1      | Keflavík       | 18      | 13    | 4   | 1    | 51        | 15       | +36     | 43   | Thăng hạng Úrvalsdeild 2004 |
| 2      | Víkingur R.    | 18      | 9     | 8   | 1    | 28        | 15       | +13     | 35   | Thăng hạng Úrvalsdeild 2004 |
| 3      | Þór A.         | 18      | 10    | 4   | 4    | 47        | 31       | +16     | 34   |                             |
| 4      | Stjarnan       | 18      | 6     | 8   | 4    | 30        | 26       | +4      | 26   |                             |
| 5      | Haukar         | 18      | 6     | 4   | 8    | 26        | 32       | -6      | 22   |                             |
| 6      | Njarðvík       | 18      | 5     | 6   | 7    | 36        | 35       | +1      | 21   |                             |
| 7      | Breiðablik     | 18      | 6     | 3   | 9    | 24        | 27       | -3      | 21   |                             |
| 8      | HK             | 18      | 6     | 3   | 7    | 27        | 37       | -10     | 21   |                             |
| 9      | Afturelding    | 18      | 4     | 2   | 12   | 17        | 42       | -25     | 14   | Xuống hạng 2. deild 2004    |
| 10     | Leiftur/Dalvík | 18      | 3     | 2   | 13   | 21        | 47       | -26     | 11   | Xuống hạng 2. deild 2004    |

## Danh sách ghi bàn
| Cầu thủ                       | Số bàn thắng | Đội bóng       |
| ----------------------------- | ------------ | -------------- |
| Jóhann Þórhallsson            | 15           | Þór A.         |
| Þórarinn Brynjar Kristjánsson | 14           | Keflavík       |
| Magnús Sverrir Þorsteinsson   | 12           | Keflavík       |
| Stefán Örn Arnarson           | 10           | Víkingur R.    |
| Eyþór Guðnason                | 10           | Njarðvík       |
| Zeid Yasin                    | 8            | Leiftur/Dalvík |
| Daníel Hjaltason              | 8            | Víkingur R.    |
| Óskar Örn Hauksson            | 7            | Njarðvík       |
| Brynjar Sverrisson            | 7            | Stjarnan       |
| Zoran Panic                   | 7            | HK             |
| Alexandre Barreto dos Santos  | 7            | Þór A.         |